# غلوبوكيي (روستوف)
غلوبوكيي (بالروسية: Глубокий) هي مدينة في مقاطعة روستوف أوبلاست في روسيا.